# جيم إيفانز (لاعب اتحاد الرغبي)
جيم إيفانز (بالإنجليزية: Jim Evans)‏ هو لاعب اتحاد الرغبي بريطاني، ولد في 2 أغسطس 1980 في إنجلترا في المملكة المتحدة.

## وصلات خارجية
- جيم إيفانز على موقع ItsRugby.co.uk (الإنجليزية)